# Paradiopatra capbretonensis
Paradiopatra capbretonensis är en ringmaskart som beskrevs av Aguirrezabalaga, Ceberio och Paxton 2002. Paradiopatra capbretonensis ingår i släktet Paradiopatra och familjen Onuphidae. Inga underarter finns listade i Catalogue of Life.